# Lá nhôm

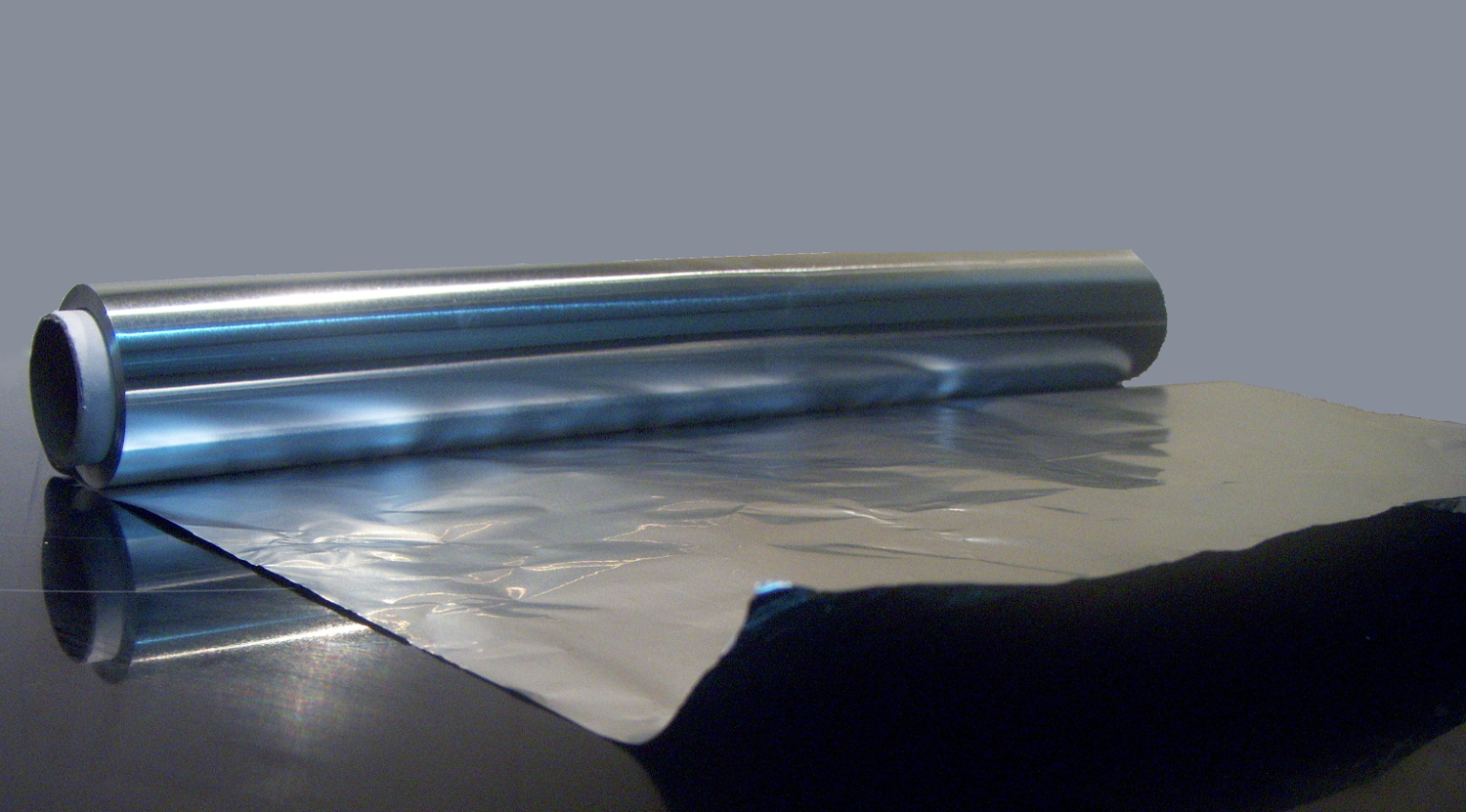
Một cuộn giấy nhôm

Lá nhôm hay giấy nhôm, giấy bạc là nhôm được điều chế thành lá kim loại mỏng có độ dày dưới 0,2 mm (7,9 mil); các lá mỏng hơn xuống còn 6 micrômét (0,24 mil) cũng thường được sử dụng. Ở Hoa Kỳ, lá nhôm thường được đo bằng một phần nghìn inch hoặc milimet. Giấy nhôm tiêu chuẩn gia đình thường là 0,016 mm (0,63 mil) dày và giấy bạc gia dụng nặng thường là 0,024 mm (0,94 mil). Giấy nhôm dễ uốn, và có thể dễ dàng uốn cong hoặc quấn quanh các vật thể. Lá nhôm mỏng dễ vỡ và đôi khi được ép với các vật liệu khác như nhựa hoặc giấy để làm cho chúng mạnh hơn và hữu ích hơn. Lá nhôm thay thế lá thiếc vào giữa thế kỷ 20.
Sản lượng lá nhôm hàng năm là khoảng 800,000 tấn ở châu Âu  và 600,000 tấn ở Mỹ năm 2003. Khoảng 75% giấy nhôm được sử dụng để đóng gói thực phẩm, mỹ phẩm và các sản phẩm hóa học và 25% được sử dụng cho các ứng dụng công nghiệp (ví dụ: cách nhiệt, cáp điện và điện tử). Nó có thể dễ dàng tái chế.